# Jack Davis (Schriftsteller)

Jack Davis

Jack Davis AM, BEM (* 14. März 1917 in Yarloop, Western Australia; † 17. März, 2000 in Fremantle) war ein wichtiger australischer Dramatiker und Dichter. 
Er war selbst ein Aborigine vom Stamm der Noongar.  Davis setzte sich für die Rechte der Ureinwohner ein und viele seiner Werke beschäftigten sich mit den Erfahrungen der Aborigines. Er wurde als der ausgezeichnete Aborigine-Dichter des 20. Jahrhunderts bezeichnet und viele seiner Dramen stehen auf dem Lehrplan australischer Schulen.

## Werke

### Dramen
- The Steal and the Stone (1972)
- Kullark (1978)
- The Dreamers (1983)
- No Sugar (1985)
- Honey Spot (1985)
- Moorli and the Leprechaun (1986)
- Barungin (Smell the Wind) (1988)
- Plays from Black Australia (1989)
- In Our Town (1990)
- Rainmaker (1990)
- Widjarti (1990)

### Poesie
- The First-born and other poems (1970)
- Jagardoo : Poems from Aboriginal Australia (1978)
- John Pat and Other Poems (1988)
- Black Life : poems (1992)

### Sonstige
- Jack Davis : A life-story (1988)
- A Boy's Life (1991)
- Paperbark : A Collection of Black Australian Writings (1992)